# Cash Money Records
Cash Money Records ist ein Hip-Hop-Label aus New Orleans. Das Unternehmen ist ein Tochterunternehmen der Universal Motown Records Group. Cash Money ist eines der wichtigsten Labels der Dirty-South-Rapszene.

## Die Geschichte von Cash Money
Cash Money wurde 1991 von Bryan „Baby“ Williams und seinem Bruder Ronald „Slim“ Williams gegründet und begann als lokales Label. Erste Veröffentlichung war The Sleepwalker von Kilo-G, das in der Gegend von New Orleans 13.000 Kopien verkaufte. In den nächsten Jahren produzierten sie weitere Künstler aus der Gegend, darunter Pimp Daddy, U.N.L.V. (Uptown N****z Living Violently), Ms. Tee, Mr. Ivan, Lil' Slim, Big Man (PxMxWx), B. G. Das Label verkaufte in der Zeit vier Millionen Platten, ohne je einen Billboard-Hit zu haben, oder Songs mit Hilfe von Musikvideos zu promoten.
Der US-weite Durchbruch gelang 1997. Die Hot Boy$ weckten das Interesse eines Universal-Managers, der insbesondere an Juvenile interessiert war: Juvenile hatte mit Soulja Rags ohne Major-Label im Hintergrund über 600.000 Kopien verkauft. Ronald „Slim“ Williams und Brian „Baby“ Williams unterzeichneten 1998 einen Vertrag mit Universal: er brachte ihnen 30 Millionen USD, 85 % der zukünftigen Tantiemen als Produzenten, 50 % der Einnahmen für das Label und ließ ihnen den Besitz an den Masterbändern und die damit verbundenen Rechte.
Zwischen 1998 und 2001 konnte Cash Money 18 Top-5-Singles in den Billboard-Charts platzieren und produzierte 11 Platin- und Mehrfach-Platin-Alben. Erste Probleme zeigten sich, als die ersten Künstler im Streit das Label verließen. Die beiden Hot-Boy$-Mitglieder B. G. und Juvenile warfen „Baby“ Williams Unterschlagung und gravierende finanzielle Fehler vor. B. G. warf ihm vor, dass er für keine Veröffentlichung vor 1998 Tantiemen bekommen hätte; seinen Verträgen nach würden ihm ungefähr drei Millionen USD zustehen. Juvenile strengte drei Klagen gleichzeitig gegen das Label an: er warf diesem vor, ihm nur die Hälfte der zustehenden Tournee-Einnahmen gezahlt zu haben, und ihn beim Vierfach-Platin-Album 400 Degreez massiv Geld vorenthalten zu haben. Insgesamt beliefen sich seine Forderungen auf mehr als fünf Millionen USD, seine Klagen wurden aber alle aus Mangeln an Beweisen abgelehnt.
Obwohl die beiden bis dahin bekanntesten Künstler gegangen waren, konnte Cash Money weitere Rekorde feiern. Zwischen 2001 und 2003 verkaufte das Label sieben Millionen Alben und erreichte zwei Nominierungen für einen Grammy Award. Juvenile kehrte im April 2003 zurück; Presseberichten zufolge bekam er vier Millionen USD im Voraus, um das Album Juve the Great aufzunehmen. Es verkaufte sich drei Millionen Mal und wurde das kommerziell dritterfolgreichste Album des Labels.
Der Mitgründer „Baby“ Williams nutzte die Einnahmen, um sich wie viele Hip-Hop-Produzenten als Street-fashion-Designer oder zumindest als Promoter zu profilieren. Er unterzeichnete Verträge mit verschiedenen Modefirmen: darunter ist die Schuhfirma Lugz, wo er sechs verschiedene Schuhserien verkauft, Verträge mit Sean John, der Modefirma von Sean Combs (Puff Daddy), einen Vertrag mit Jacob the Jeweler und einen mit Aire Watch Co. Auch mit diesen Geschäften verdiente er hohe zweistellige Millionen-Dollar-Beträge.
Mittlerweile ist der ehemalige Hot Boy Lil Wayne Präsident von Cash Money Records und Geschäftsführer (CEO) von Young Money Entertainment. Er bekam damit mit 23 Jahren volle künstlerische Kontrolle über die beiden Label.